# The Bipolar Drift
Albums de HushPuppies
Silence Is Golden
(2007)
The Bipolar Drift est le troisième album du groupe de garage-rock français HushPuppies. Ses textes sont inspirés des travaux du philosophe Lawrence Lawford et de sa théorie sur l’inéluctable dualité du comportement humain et les questions existentielles s’y rattachant. Le premier extrait de l'album, Low Compromise Democracy est en téléchargement légal gratuit sur le site du groupe du 20 janvier au 28 février.
On retrouve sur cet album des morceaux très rythmés comme Frozen Battle,Twin Sister, Zero One, Stop, allant même jusqu'au punk sur A Dog Day. Le semi-instrumental Open Season introduit l'album avec sa touche new-wave. Des morceaux plus aérés comme Rodeo et surtout Every Night I Fight Some Giant complètent ce riche album.

## Pistes de l'album
| No  | Titre                          | Durée |
| --- | ------------------------------ | ----- |
| 1.  | Open Season                    | 6:22  |
| 2.  | Okinawa Living Wage            | 4:12  |
| 3.  | Stop                           | 2:45  |
| 4.  | Low Compromise Democracy       | 3:30  |
| 5.  | Zero One                       | 2:57  |
| 6.  | Every Night I Fight Some Giant | 4:14  |
| 7.  | Frozen Battle                  | 2:48  |
| 8.  | A Dog Day                      | 2:41  |
| 9.  | Poison Apple                   | 3:38  |
| 10. | Rodeo                          | 2:59  |
| 11. | Twin Sister                    | 3:16  |